# Henry Hay
Henry Hay (Australia, 1893-30 de marzo de 1952) fue un nadador australiano especializado en pruebas de estilo libre, donde consiguió ser subcampeón olímpico en 1920 en los 4x200 metros.

## Carrera deportiva
En los Juegos Olímpicos de Amberes 1920 ganó la medalla de plata en los relevos de 4x200 metros estilo libre, con un tiempo 10:25.4 segundos), tras Estados Unidos y por delante de Reino Unido (bronce); sus compañeros de equipo fueron los nadadores: Frank Beaurepaire, William Herald y Ivan Stedman.